# Canthonella isabellae
Canthonella isabellae är en skalbaggsart som beskrevs av Matthews 1966. Canthonella isabellae ingår i släktet Canthonella och familjen bladhorningar. Inga underarter finns listade.